# Venöst blod
Venöst blod är blod som flyter genom venerna. Det har lämnat sitt syreinnehåll till kroppens vävnader och är därför syrefattigt.
Det venösa blodet som är på väg tillbaka till hjärt-lungsystemet är mörkare rött än det syrerika, mer ljusröda arteriella blodet som är på väg bort från hjärt/lungsystemet. I illustrationer av blodflöden ritar man oftast venöst blod blått för att skilja det från det arteriella blodet.